# 1708 Pólit
1708 Pólit eller  1929 XA är en asteroid i huvudbältet, som upptäcktes 30 november 1929 av den spanske astronomen Josep Comas i Solà vid Observatori Fabra i Barcelona. Den har fått sitt namn efter den spanske astronomen Isidre Pòlit.
Asteroiden har en diameter på ungefär 28 kilometer.